# クリーブランド・ガーディアンズ
クリーブランド・ガーディアンズ（英: Cleveland Guardians、略称: CLE）は、メジャーリーグベースボール（以下、MLB）アメリカンリーグ中地区所属のプロ野球チーム。本拠地はオハイオ州クリーブランドにあるプログレッシブ・フィールド。1915年から2021年までの球団名はクリーブランド・インディアンス（英: Cleveland Indians）。

## 概要
ア・リーグ創設時から存在する古参球団。
1900年にウェスタン・リーグから改称した際、グランドラピズ・ラスラーズがクリーブランドに移転し、これが現在のクリーブランド・ガーディアンズの起源である。

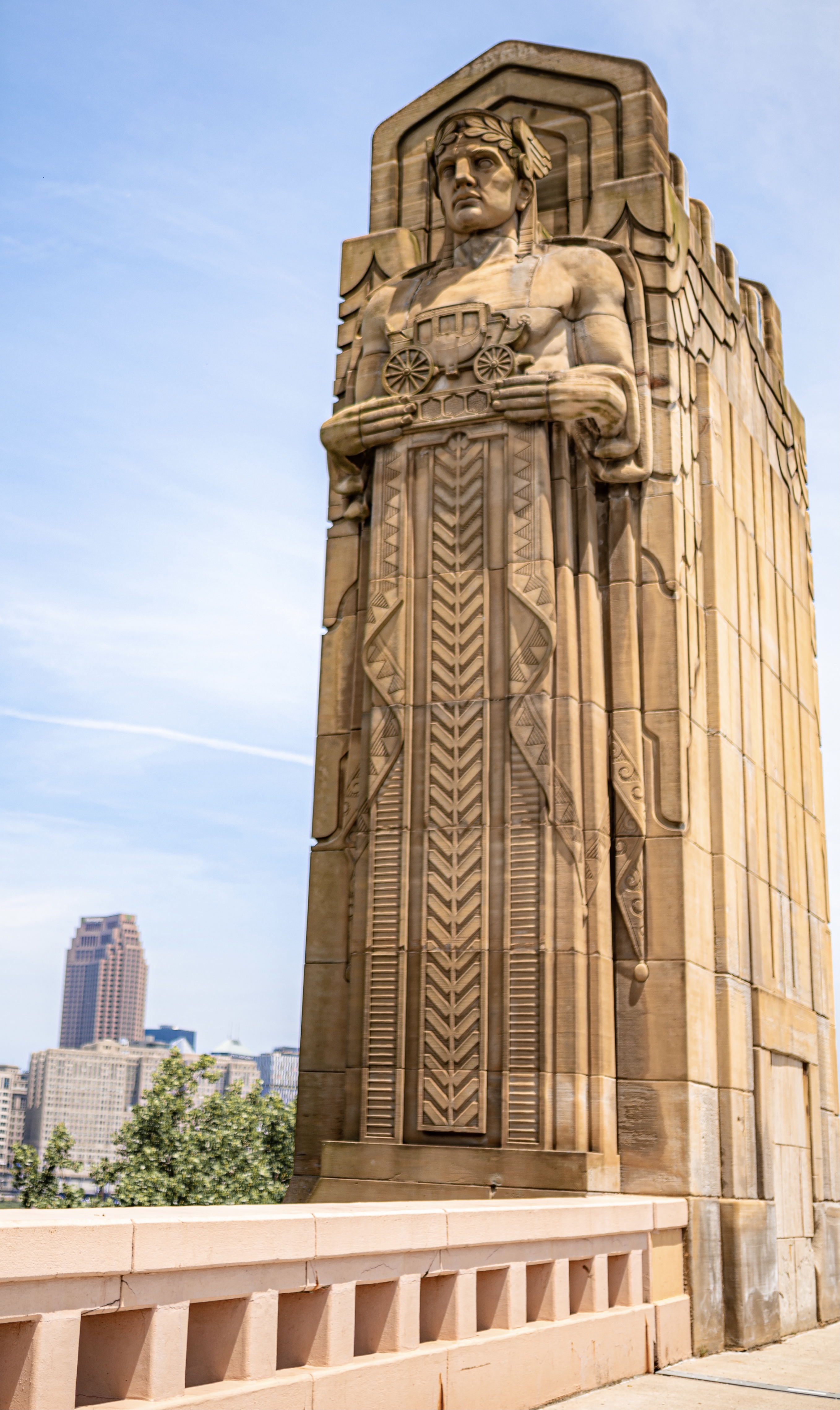
現チーム名の由来となった「交通の守護者像（Guardians of Traffic）」

この年アメリカン・リーグはまだマイナー・リーグであったが、翌年にメジャー・リーグに昇格宣言をしてメジャー・リーグとなった初年度1901年はクリーブランド・ブルーバーズ、翌年の1902年にはクリーブランド・ブロンコスと名乗ったが、1902年にフィラデルフィア・アスレチックスからナポレオン・ラジョイを獲得し、彼が主軸打者として中心メンバーとなり、彼の通称であったナップから1903年からナップスと呼ばれ、ナップ・ラジョイが中心となって活躍したチームだった。この間にはかつてクリーブランド・スパイダーズにいたサイ・ヤングやシューレス・ジョー・ジャクソンも一時在籍した。そして彼がチームを離れたことで1915年にインディアンスと改名し、やがて1920年にトリス・スピーカーを中心とした打線でリーグ優勝してワールドシリーズも勝ち、1948年には火の玉投手ボブ・フェラーを擁するルー・ブードローが遊撃手兼監督でチームを支え、さらにジャッキー・ロビンソンに続いて2人目の黒人選手ラリー・ドビーを獲得し、再びリーグ優勝を果たし、ワールドシリーズでもブレーブスを下した。しかし、その後は長い低迷を続け、1954年のリーグ優勝を最後に1994年までワールドシリーズからは遠ざかった。そのため、1989年には映画『メジャーリーグ』のモデル球団になるなど、弱小チームの代名詞として知られた。
1990年代後半になるとマニー・ラミレス、ジム・トーミといったスター選手を擁し、1995年から1999年まで5年連続で地区優勝を果たすなど、黄金期を築いた。2000年以降、緊縮財政のため上記の主力選手が流失してしまい、厳しい戦いを強いられた。しかし、その主力選手と引き換えに得たグレイディ・サイズモア、トラビス・ハフナー、CC・サバシアといった有望新人を育て、2004年に地区3位、2005年に地区2位、2007年には地区1位と着実に力をつけている。
地元での人気はもちろんのこと、映画『メジャーリーグ』の大ヒットにより、メジャーでも知名度は高い。1995年6月12日から2001年4月4日まで、ホームゲームで455試合連続満員御礼という記録を作っている。これを記念し、455番がチームの永久欠番となった。なお、その後ボストン・レッドソックスが2003年から2013年にかけて、794試合連続満員御礼として記録を更新している。交流戦ではヤンキースとメッツのサブウェイ・シリーズのように、同じオハイオ州のシンシナティ・レッズとのカードが“バトル・オブ・オハイオ”と呼ばれ地元では人気を集めている。
本拠地であるプログレッシブ・フィールドは、2007年までジェイコブス・フィールドと呼ばれていたが、2008年に自動車保険会社のプログレッシブ社が、16年5800万ドルでネーミングライツを獲得したことでこの名前に変更した。クリーブランドの市街地にあり、タワーシティ・センターと呼ばれる電車やバスのターミナル（クリーブランド・ホプキンス国際空港からの電車もここに停まる）から徒歩圏内、途中にNBAクリーブランド・キャバリアーズの本拠地クイックン・ローンズ・アリーナがある。
「インディアンス」という球団名は、ネイティブ・アメリカン系では最初の選手とされるルイス・ソカレキス（スパイダーズに所属）を顕彰する意図で命名されたものだったが（詳細後述）、ポリティカル・コレクトネスに配慮し、2021年7月23日に2022年シーズンから「ガーディアンズ」に変更することが発表された。ガーディアンズの由来は市内のホープメモリアル橋に建ててある「交通の守護者像（ガーディアンズ・オブ・トラフィック Guardians of Traffic）」に由来する。

## 球団の歴史

### 球団創設前
本拠地であるクリーブランドのプロ野球チームの歴史は、1860年代に創設された『フォレストシティ・ベース・ボール・クラブ』に遡る。このチームは後にセミプロ化し、1871年に創設された全米プロ野球選手協会（ナショナル・アソシエーション）のプロリーグに「クリーブランド・フォレストシティーズ」として2年間参加した。その後ナショナルリーグには、1879年から1884年までクリーブランド・ブルースというチームが、また1889年から1899年までクリーブランド・スパイダーズというチームが所属して活動した。
ブルースは、通算265勝を挙げたジム・マコーミックを選手兼任監督とし、まずまずの成績を誇っていた。しかし、1884年にユニオン・アソシエーションが創立された際に主力選手が移籍、チームは一気に弱体化し、この年限りで解散した。一方のスパイダーズは、MLB最多の通算511勝を挙げたサイ・ヤングがメジャーデビューした球団として知られる。スパイダーズはヤングをはじめ多くの優秀な選手を揃えたが、なかなか優勝に手が届かなかった。1898年、これに業を煮やしたオーナー達が、同リーグのセントルイス・ブラウンズ（現:セントルイス・カージナルス）を買収し、パーフェクトズと改名（1年後にカージナルスとなった）、ヤングをはじめとした選手の大半を移籍させた。この煽りを受けたスパイダーズは、1899年を20勝134敗という成績で終え、このシーズンを最後にチームは解散した。
これらのチームがクリーブランドを本拠としたが、今日のクリーブランド・ガーディアンズの起源は、全く別であった。

### ラジョイとインディアンス
1900年に当時マイナー・リーグであったウエスタン・リーグがアメリカン・リーグに改称した時に、ミシガン州グランドラピズを本拠地としていたチームをクリーブランドに移転させたことでチームの歴史が始まった。翌1901年、マイナー・リーグであったアメリカンリーグがメジャー・リーグ宣言すると、クリーブランド・ブルーバーズという名前で、リーグ創設以来の球団となった。初年度の1901年こそ、54勝78敗と負け越し、リーグ7位で終わってしまったが、翌1902年にクリーブランド・ブロンコスと改め、そしてこのシーズン途中に、フィラデルフィア・アスレチックス（現:オークランド・アスレチックス）からナップ・ラジョイを獲得した。ラジョイは期待にたがわぬ活躍でチームを牽引し、ファンから絶大な人気を誇った。この年に一般公募によって、チーム名もクリーブランド・ナップスと改めて、1905年にはラジョイが選手兼任監督に就任し、文字通りラジョイのチームとなった。

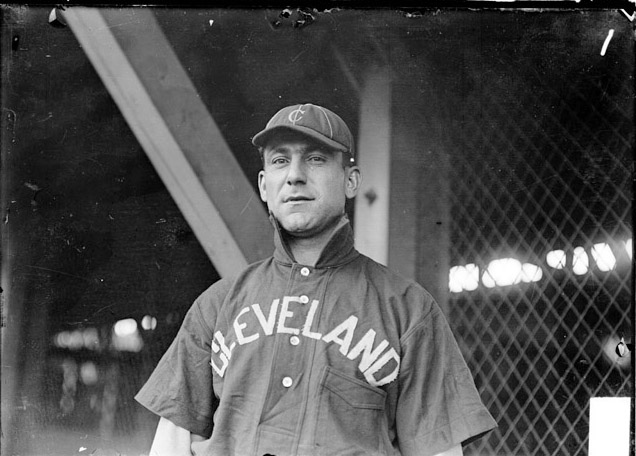
ナップ・ラジョイ

ラジョイは1903年、1904年と2年連続で首位打者を獲得し、監督を退いた後の1910年には、タイ・カッブが首位打者を獲得したものの、打率.384で打率1位を記録している（当時の記録では、カッブがラジョイの打率をわずかに上回っていたが、後にカッブの記録の誤りが見つかり、カッブの打率は.383となった。しかし公式な首位打者はカッブのまま変更はされなかった）。他にもアディ・ジョスやエルマー・フリックといった選手が活躍し、チームは勝ち越しを続けるものの、なかなか優勝には手が届かなかった。
1909年、サイ・ヤングがクリーブランドに復帰し、42歳という高齢にもかかわらず、防御率2.26・19勝15敗という成績を残した。翌1910年には、アスレチックスでくすぶっていたジョー・ジャクソンを獲得。1911年には打率.408を記録し、1912年、1913年と2年連続で最多安打を放った。しかし、この頃にはジョスの急死やヤングの移籍で投手陣が脆弱なものとなり、チームは更に低迷した。ついに1914年には、51勝102敗と大きく負け越し最下位になってしまった。翌1915年には、ラジョイが古巣のフィラデルフィア・フィリーズに復帰し、1915年のシーズン途中には、ジャクソンがシカゴ・ホワイトソックスに移籍したことで、57勝95敗と2年連続で大きく負け越した。この年には、チーム名もクリーブランド・インディアンスに変わっている（英語のネイティブな発音によりインディアンズとも。この名前の由来はMLB初のインディアンのプロ野球選手であり、1897年から1899年までスパイダーズで活躍したルイス・ソカレキスに敬意を表してつけられたといわれる）。

### 初のワールドシリーズ優勝
1916年、マイナーで過ごしていたスタン・コベレスキとジム・バグビーをメジャーに昇格させ、ボストン・レッドソックスからトリス・スピーカーを獲得した。コベレスキとバグビーはチームの勝ち頭に成長し、スピーカーはこの年、打率.388で首位打者を獲得した。チームも次第に上昇気流に乗り、1919年のシーズン途中にはチームの中心選手だったスピーカーが選手兼任監督に就任する。
1920年にチームは首位を快走していたが、8月16日のニューヨーク・ヤンキース戦で悲劇が起こる。ヤンキースの投手カール・メイズの投じた球が、当時インディアンスの遊撃手だったレイ・チャップマンの頭部を直撃し、翌日チャップマンが死亡してしまったのである。これはMLBにおいて、試合中のプレーが原因で死亡した唯一の例となり、その後インディアンスの選手達は喪章をつけてプレーすることとなった。チャップマンが死亡したことで、新人のジョー・シーウェルが代役としてレギュラーに定着し、後にシーウェルはMLB最高のコンタクトヒッターと呼ばれるまでに成長する。

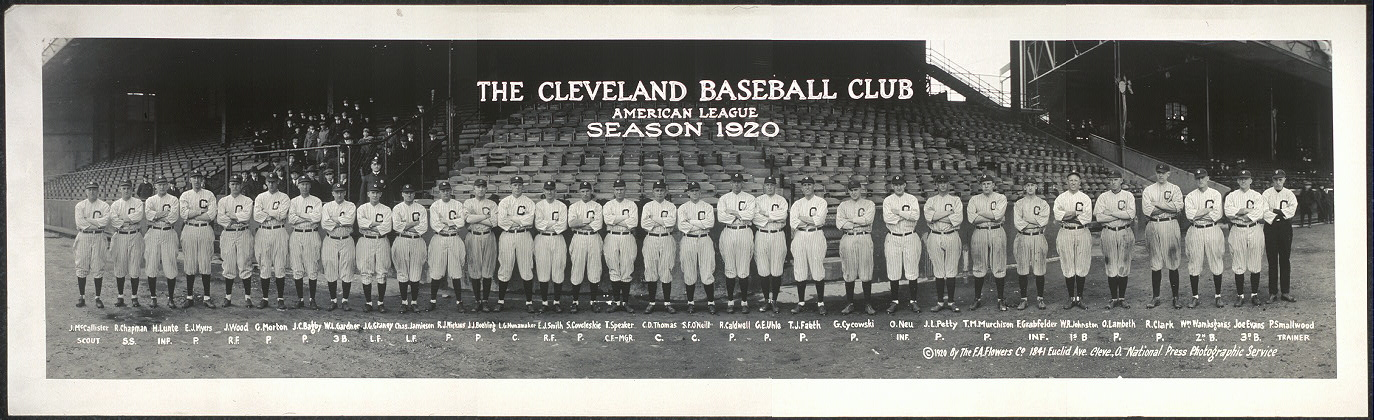
1920年当時のインディアンスのメンバー

シーズン終盤、ジョー・ジャクソンらが大審院で証言を行い、前年に起こったブラックソックス事件の話題が再燃する中、インディアンスはヤンキースとホワイトソックスの追撃を振り切り、初のリーグ優勝を飾った。ブルックリン・ロビンス（現:ロサンゼルス・ドジャース）との対戦となったワールドシリーズでは、5勝2敗でこれを下し、初のワールドシリーズ優勝を果たした。このシリーズではコベルスキが3試合に登板し、全ての試合で完投勝利を収め、ロビンスに合わせて2点しか与えなかった。また二塁手のビル・ワムズガンスがワールドシリーズでは史上唯一の「無補殺三重殺」を成功させている。

### フェラーの登場

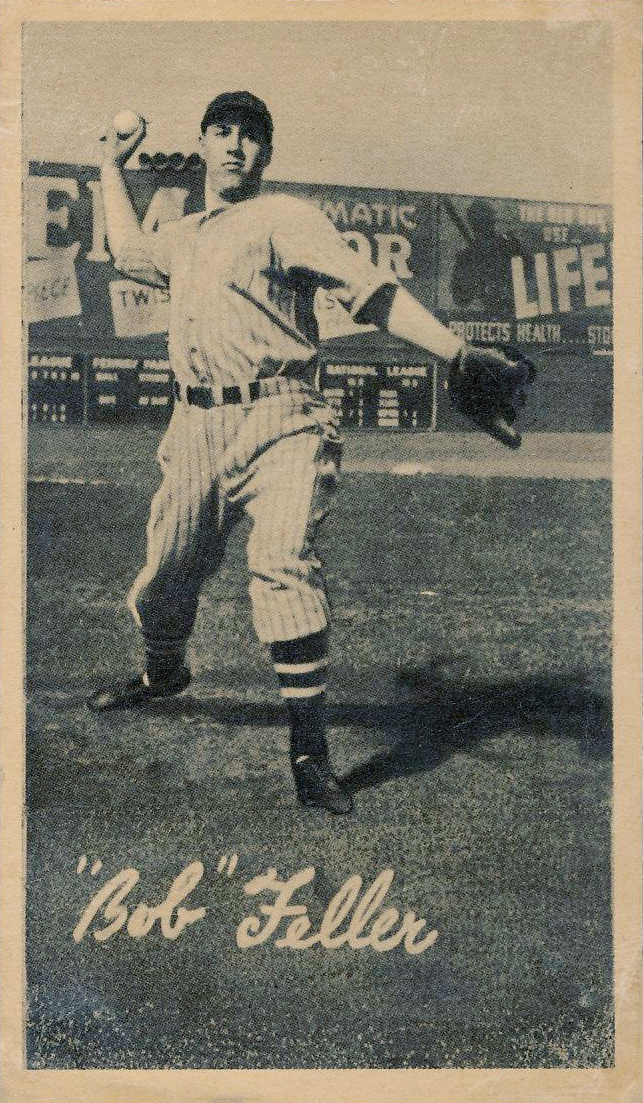
火の玉投手と呼ばれたボブ・フェラー(1936年)

1920年以降は、ベーブ・ルースを擁したヤンキースが台頭し、インディアンスは優勝から遠ざかることとなった。1920年代中盤には、チームの要であったスピーカーやコベルスキが続けてチームを離れ、代わってチームの中心選手だったシーウェルも、1931年にヤンキースに移籍した。1929年にアール・アベリルが27歳という遅咲きでメジャーデビューする。アベリルはデビュー以来、6年連続で3割を記録し、1936年には打率.378と高打率を記録するなど、好成績を残した。しかし、アベリルは優勝とは縁がないままチームを離れることとなった。1930年代に入ると、勝ち越してシーズンは終えるものの、優勝争いにはほとんど絡むことができず、3位や4位が定位置となった。
そんな中、1936年にボブ・フェラーが17歳でメジャーデビューする。アイダホ州の農場に生まれ、野球好きの父親からピッチングを教わって育ったフェラーの才能をインディアンスが見出したものだった。フェラーは、デビュー戦でいきなり1試合15奪三振を記録すると、次の試合でも17奪三振を記録し、デビュー当初からその才能を遺憾なく発揮した。1938年からは先発レギュラーに定着し、1941年までの4年間で最多奪三振4回、最多勝利3回、最優秀防御率1回を受賞するなど、リーグを代表する投手に成長する。しかし1941年に太平洋戦争が始まると、フェラーは兵役に就き、1945年の終戦までチームを離れることとなった。

### チーム改革

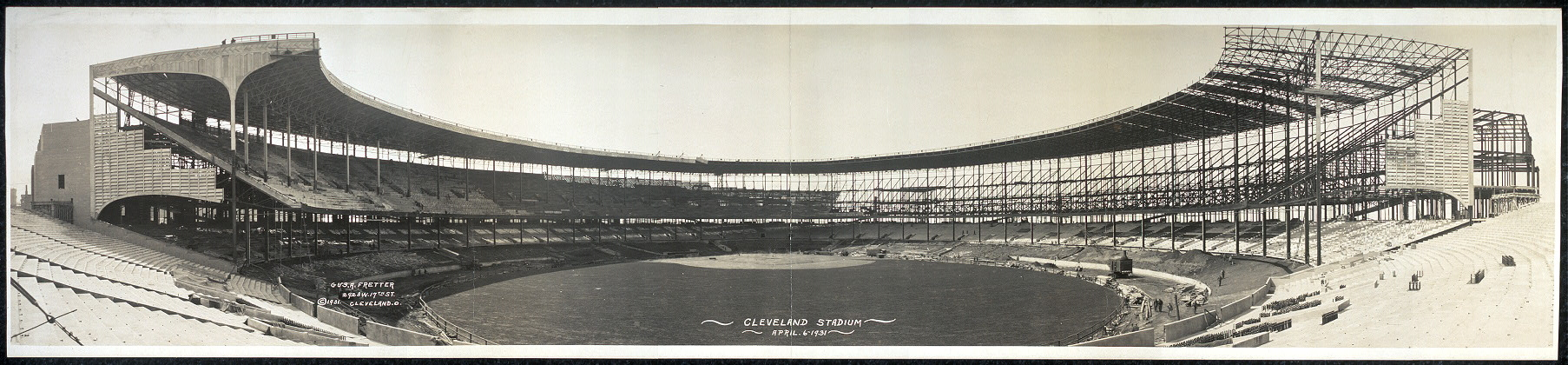
ミュニシパル・スタジアム

1946年にビル・ベックがチームのオーナーとなり、数々のチーム改革を実践する。ベックは他にもリグレー・フィールドの外野フェンスのツタを考案するなど、様々なアイデアでチーム改革を行うオーナーとして有名だった。ベックは、それまで併用していたリーグ・パークでの試合を辞め、本拠地球場をミュニシパル・スタジアムに一本化した。また、ミュニシパル・スタジアムの改修にも務め、女性客を取り込むために、託児所を設けて保育士を雇ったり、女性トイレを清潔に保つようにした。こうした努力が実り、万年中位や戦争の影響で観客数が減っていたインディアンスは、飛躍的に観客数を伸ばすこととなった（1948年にはリーグ新記録となる262万人を動員する）。
1942年にはインディアンスの遊撃手だったルー・ブードローが監督兼任を志願し、MLB最年少となる24歳で選手兼任監督に就任する。ブードローは選手と監督という二足の草鞋を見事に履きこなし、選手としては1944年に首位打者を獲得、監督としてはブードロー・シフトを考案するなど奇抜なアイデアを駆使してチームを率いた。1946年に復帰したフェラーが最多勝と最多奪三振を獲得し、変わらぬ健在ぶりを示すと、野手だったボブ・レモンも投手として4勝を挙げ、その片鱗を見せ始める。また1947年のシーズン途中には、同年にメジャーデビューしていたジャッキー・ロビンソンに続き、ラリー・ドビーが戦後2人目のアフリカ系アメリカ人プレイヤーとしてメジャーデビューするなど、チームの戦力も充実する。

### 2度目のワールドシリーズ
1948年に上記の選手がフル稼働し、シーズン序盤から激しい首位争いを演じた。シーズン途中には、ニグロリーグで長年プレーしたサチェル・ペイジが、42歳という史上最高齢新人投手としてメジャーデビューする。ペイジはデビュー戦を完封勝利で飾り、シーズンでは6勝をあげる活躍でチームに貢献した。最終的に96勝58敗でボストン・レッドソックスと同率首位に並び、ワンゲームプレイオフが行われることとなった。この試合では、監督で内野手であったルー・ブードローが2本塁打を含む4打数4安打の活躍をみせ、8対3でレッドソックスを下し、2度目のリーグ優勝を果たした。

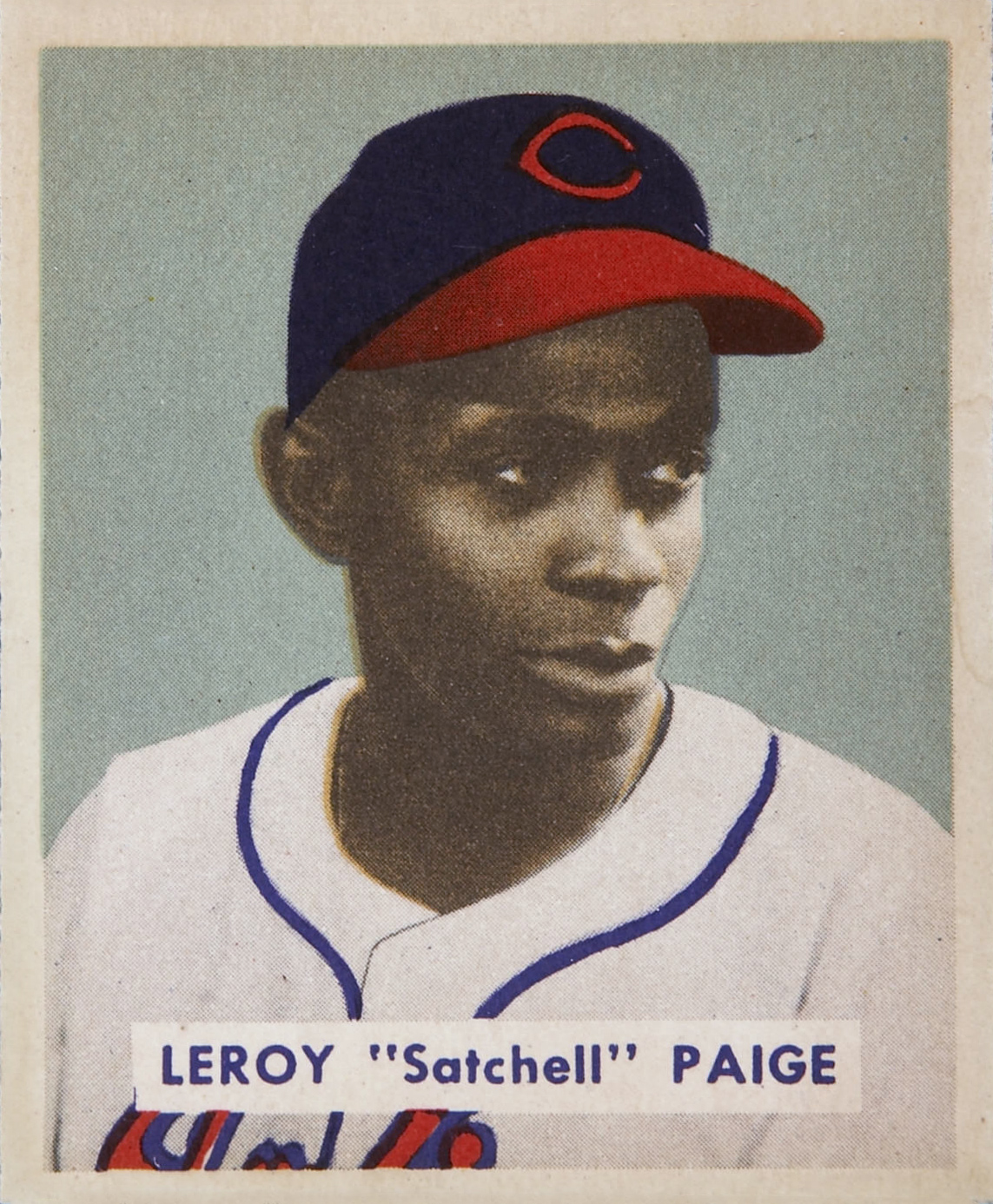
サッチェル・ペイジ(1949年)

続くワールドシリーズでは、ボストン・ブレーブス（現:アトランタ・ブレーブス）と対戦。このシリーズは、インディアンスのフェラー、レモンに対して、ブレーブスはウォーレン・スパーン、ジョニー・セインという左右のエースを抱えており、それぞれのエース同士の対戦でもあった。第1戦ではフェラーとセインが投げ合い、どちらも7回まで0点に抑える好投をみせたが、結局1対0でセインが投げ勝ち、ブレーブスが勝利を収めた。続く第2戦ではレモンとスパーンが対戦、5回にスパーンが崩れ、4対1でインディアンスが勝利した。第3戦、第4戦とインディアンスが連勝し、第5戦ではブレーブスが一矢報いた。3勝2敗で迎えた第6戦では、レモンが7回まで1点に抑える好投でブレーブスを下し、インディアンスが28年ぶり2度目のワールドチャンピオンに輝いた。

### 長期低迷
1951年にはブードローに代わり、アル・ロペスが監督に就任。この頃には再びヤンキースが黄金期を迎え、インディアンスは優勝から遠ざかることとなった。戦力的にはヤンキースとほとんど遜色なかったが、優勝にはいま一歩及ばず、特に1951年から1953年までは3年連続でヤンキースに次ぐ2位に甘んじてしまった。1954年にはレモンとアーリー・ウィンが23勝をあげて共に最多勝、打撃陣ではラリー・ドビーが32本塁打・116打点で二冠王、ボビー・アビラが打率.341で首位打者を獲得。主要個人タイトルをインディアンスの選手がほぼ独占する形となり、チームは111勝43敗、勝率.721という圧倒的な成績で、3度目のリーグ優勝を遂げた。しかし、ワールドシリーズでは、ニューヨーク・ジャイアンツ（現:サンフランシスコ・ジャイアンツ）に4連敗を喫してしまった（このシリーズではウィリー・メイズの「ザ・キャッチ」と呼ばれる伝説的なプレーもあった）。以降、インディアンスは40年余りに渡ってワールドシリーズに進出できなかった。
1960年代に入ると、インディアンスの低迷は一層深刻なものとなった。1960年から1993年までの33年間で3位以上になったのは、1968年のわずか1回のみで、他は全て4位以下でシーズンを終えた。シーズン途中の監督の解任劇は毎年のように行われ、それでも状況が改善されることはほとんどなかった。1969年には地区制が導入され、インディアンスは東地区に所属することとなったが、チームは弱いままで、むしろ成績は下がる一方だった。1975年にはフランク・ロビンソンが選手兼任監督に就任。アフリカ系アメリカ人初のMLB監督となったが、結果を残せず、1977年のシーズン途中で監督を解任された。
この低迷期にインディアンスを舞台にしたチャーリー・シーン主演映画『メジャーリーグ』（1989年公開）は、劇中でも低迷していた同球団を描き大ヒット。観客数の回復に一役買ったとされる。三部作の二作目から石橋貴明も出演。現在でも石橋は現役MLB選手から写真やサインを求められることもある。しかし映画と同様にインディアンスが優勝に近づくには、あと数年は待たなければならなかった。

### 黄金期

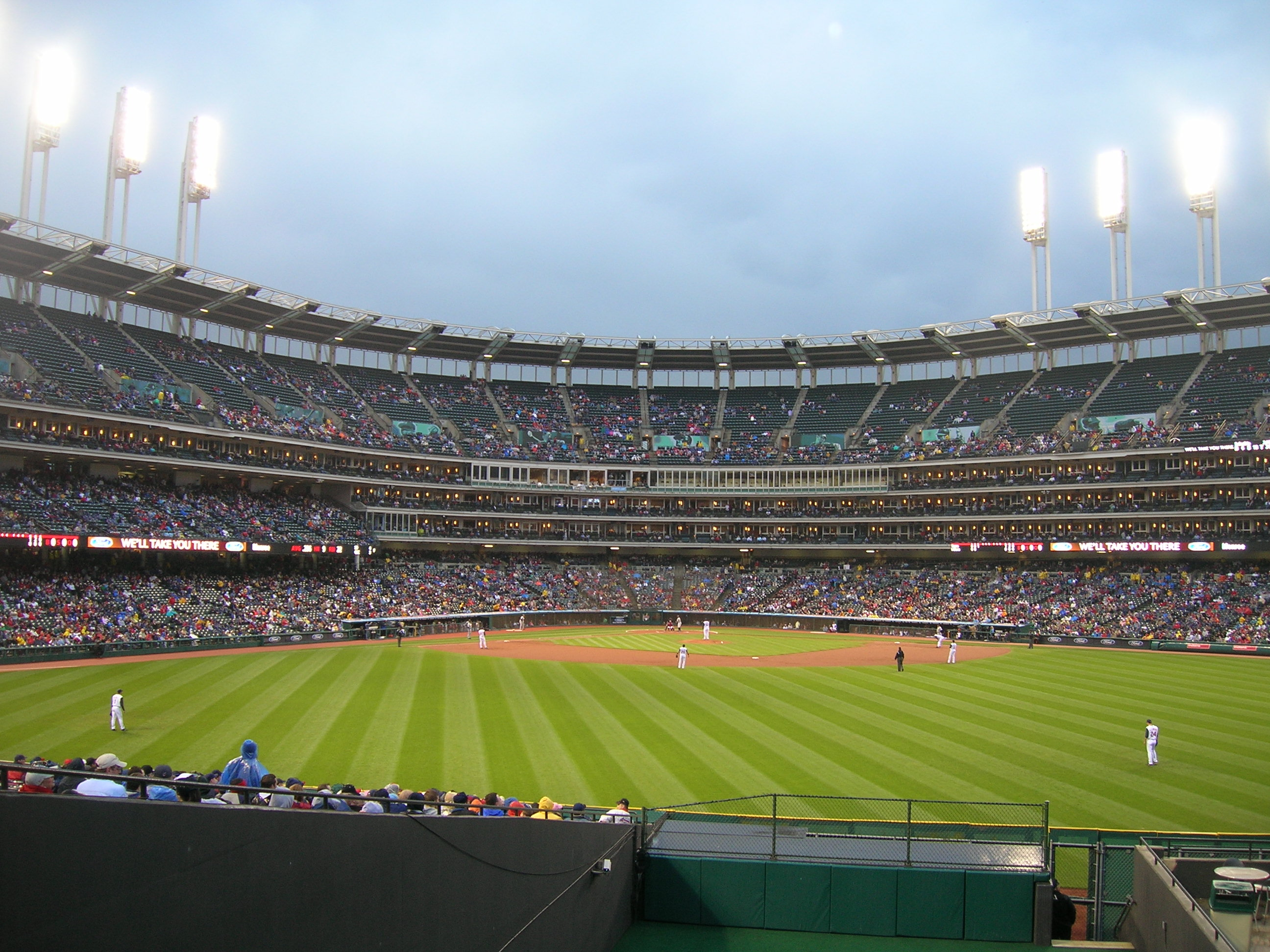
プログレッシブ・フィールド

チームの黄金期は1990年代後半に訪れる。1991年にマイク・ハーグローヴが監督に就任。そしてこの頃からアルバート・ベル、ケニー・ロフトン、ジム・トーミ、マニー・ラミレスといった若手選手が台頭し始める。
1994年に3地区制が導入されると、インディアンスはアメリカンリーグ中地区に移動し、老朽化が進んだミュニシパル・スタジアムからジェイコブス・フィールド（現:プログレッシブ・フィールド）に本拠地を移す。シーズンでは1994年から1995年のMLBストライキでシーズンが中断されるまで、首位のホワイトソックスに1ゲーム差の2位という好位置を維持した。
1995年は開幕から他チームを圧倒し、2位とは30ゲーム差の100勝44敗で地区優勝を遂げる。この年には主砲のベルが50本塁打・126打点の活躍で二冠王を獲得し、リードオフマンのロフトンも54盗塁で盗塁王を獲得するなどの活躍をみせた。ディビジョンシリーズではレッドソックスを3連勝で一蹴すると、続くリーグチャンピオンシップシリーズでは、シアトル・マリナーズを4勝2敗で下し、41年ぶりのリーグ優勝を果たした。奇しくも前回と同じブレーブスとの対戦となったワールドシリーズでは2勝4敗で敗れ、2度目のワールドシリーズ優勝とはならなかった。
1996年は、ベル（48本）、トーミ（38本）、ラミレス（33本）による前年以上の強力なクリーンナップを形成し、99勝62敗と2年連続で地区優勝を遂げたが、ディビジョンシリーズでボルチモア・オリオールズに敗れた。1997年限りでベルが退団すると、代わりにマット・ウィリアムズ、デビッド・ジャスティスを獲得。ベルの抜けた穴を補って余りある活躍をみせ、3年連続の地区優勝を果たした。ディビジョンシリーズでは3勝2敗でヤンキースとの激闘を制し、続くリーグチャンピオンシップシリーズではオリオールズを4勝2敗で下してリーグ優勝を決めた。ワールドシリーズではフロリダ・マーリンズとの対戦となり、最終戦の延長までもつれ込む大熱戦となったが、結局第7戦の延長11回にサヨナラ負けを喫し、またしてもワールドシリーズ優勝はならなかった。
1998年、1999年も地区優勝を果たすが、いずれもプレーオフで敗れ（1998年はヤンキース、1999年はレッドソックスと対戦）、リーグ優勝はならなかった。なおこの間、本拠地ジェイコブス・フィールドでは満員御礼の試合が続き、1995年6月12日から2001年4月4日まで、「455試合連続入場券売切れ」という記録を作っている。

### 2000年代
2000年にはハーグローヴに代わり、打撃コーチだったチャーリー・マニエルが監督に就任。
2001年には地区優勝を果たす。しかしディビジョンシリーズで、この年デビューしたイチロー擁するシアトル・マリナーズに敗退。
2002年には大きく負け越したため、マニエルはシーズン途中で解任された。この頃にはチームの主砲であるラミレス、トーミが相次いで移籍し、彼らに代わる若手選手の育成に力を注ぐこととなった。主力選手が抜けた穴は大きく、2002年からは3年連続で勝率5割を切るシーズンが続いたが、生え抜きのC.C.サバシアやビクター・マルティネス、2003年にテキサス・レンジャーズから移籍したトラビス・ハフナーといった若手選手も着実に力を伸ばした。
2005年は上記選手に加え、クリフ・リーやグレイディ・サイズモアの活躍もあり、ホワイトソックスと首位争いを繰り広げた。しかし最終的に93勝69敗で地区2位となり、ワイルドカード争いでもレッドソックスに敗れる形となった（この年にはホワイトソックスが88年ぶりとなるワールドシリーズ制覇を成し遂げ、これによって中地区ではインディアンスが最もワールドチャンピオンから遠ざかっているチームとなった）。
2006年は78勝84敗と負け越し、優勝争いに加わることなくシーズンを終えている。
2007年は開幕から首位を走り、シーズン中盤には独走態勢をとった。投手陣ではエースのサバシアと2年目のファウスト・カルモナが共に19勝をあげる活躍をみせ、打撃陣では30本塁打以上を放った選手はいなかったものの、マルティネスを中軸として効果的に得点を重ねた。またシーズン途中に復帰したロフトンも、シーズン終盤に足踏みしたチームの中で大きな存在となった。そして最終的に96勝をあげ、6年ぶりに地区優勝を果たした。しかしリーグチャンピオンシップシリーズではレッドソックスを3勝1敗と追い込むものの、そこから3連敗を喫してしまい、リーグ優勝はならなかった。
2008年はチーム状態のなにが悪いのか評論家も頭をひねるほどの悪循環にはまった。この年のサイ・ヤング賞を受賞したクリフ・リーがひとり気を吐く状態が続き、勝率5割をキープするのがやっとで夏前にはシーズンを諦めなくてはならない状態であった。
2009年の前評判ではア・リーグ中地区の優勝候補とする評論家も多く存在していたが、開幕5連敗を喫した後は主力に怪我が相次ぎ、早々にシーズンを諦めてトレードでクリフ・リー、ビクター・マルティネスらの主力を放出することになった。9月には11連敗を喫し、カンザスシティ・ロイヤルズと並んでア・リーグ中地区最下位という2000年代最悪の成績に終わった。

### 2010年代
2010年は若い選手に育成を軸に再建を行ったが、オールスター前に脱落。抑えのケリー・ウッド、エースのジェイク・ウェストブルックを放出し、最下位にはならなかったが、地区4位に終わった。
2011年はこれまで主にショートを守ったオーランド・カブレラをセカンドとして加え、守備の強化に成功すると、若い投手陣を軸に快進撃を進め、首位を独走するも長丁場を戦った経験のない若手が徐々にブレーキ。福留孝介、ウバルド・ヒメネス、かつての主砲・トーミを加えて有望株6人近く出す大出血トレードで勝負を賭けるも、二塁を守ったカブレラが移籍をすると大失速。若手の成長もあって80勝するも負け越し、地区2位に終わった。
2012年は先発投手陣を整備し勝負を賭けたが、逆に先発陣が完全崩壊したのに続き、ブルペンも崩壊。打線も貧打に陥り、地区4位に終わった。
2013年はボストン・レッドソックスの前監督だったテリー・フランコーナが監督に就任。チーム最高年俸だったハフナーの退団によって浮いた資金を使ってニック・スウィッシャー、マーク・レイノルズ、マイケル・ボーン、ブレット・マイヤーズ、ジェイソン・ジアンビ、トレードで超有望株トレバー・バウアーの獲得に成功し優勝を狙える陣形を整えた。
2016年はシーズンに開幕から快進撃を続け、フランコーナ監督の確実に点を取る野球でリーグ3位の31犠打とリーグ最多の60犠飛を記録。アメリカンリーグ2連覇中のロイヤルズのお株を奪うリーグ最多の134盗塁と機動力も身に着け、7月に世代交代を敢行していたヤンキースからアンドリュー・ミラーを獲得すると、リリーフ防御率がリーグ1位の3.32とリリーフ陣も安定。9年ぶりの地区優勝を果たした。ディビジョンシリーズでは東地区優勝のボストン・レッドソックスを3連勝でスイープし、ALCSではワイルドカードのトロント・ブルージェイズを4勝1敗で破り、1997年以来19年ぶり6度目のリーグ優勝となった。とくにミラーがすべてイニングまたぎの登板ながら無失点に抑え、リリーフとしては史上4人目の投手となった。しかし、迎えたシカゴ・カブスとの顔合わせとなったワールドシリーズでは、3勝1敗と先にワールドシリーズ優勝に王手をかけたところから3連敗を喫し、またしてもワールドシリーズ優勝を果たすことはできなかった。カブスの優勝によって両リーグでワールドシリーズ優勝から最も遠ざかっているチームとなった。
2017年8月24日のレッドソックス戦から勝ちを積み重ね9月13日のタイガース戦においてアメリカンリーグ新記録となる21連勝を記録。9月14日にはアメリカンリーグ連勝記録を22連勝に更新すると同時に、1935年のシカゴ・カブスを越えるMLB新記録となる「22連勝」を記録した。しかし、迎えたポストシーズンでは、ヤンキースに2連勝と先にALCS進出に王手をかけた状況から3連敗を喫して敗退。2年連続のリーグ優勝を果たすことはできなかった。
2018年も抜群の安定感を見せ、2位に13.0差をつけて地区優勝を決めた。しかしポストシーズンでは、ディビジョンシリーズでヒューストン・アストロズにスイープされて敗退した。
2019年は3ゲーム差でタンパベイ・レイズにワイルドカード2位の座を奪われた。

### 2020年代
2020年はCOVID-19の影響で60試合の短縮シーズンとなる中、35勝25敗を残し、アメリカンリーグ中地区でミネソタ・ツインズに次ぐ2位に位置し、ワイルドカードでプレーオフに進んだ。プレーオフではニューヨーク・ヤンキースに2敗を喫し、敗退。オフの12月13日にポリティカル・コレクトネス対策として2021年シーズン後にチーム名を変更することが発表され、オーナーのポール・ドーランはチーム名の変更についてインタビューで「2021年はまだインディアンスだよ。これから私たちは新しいチーム名を考えるが、街に相応しい名前にするのは困難で複雑な道のりだよ。できるだけ迅速にチーム名の変更に向かって行動していくが、変更までには必要な時間がある」とコメントした。
2021年7月23日に、2022年シーズンからチーム名を「ガーディアンズ」に変更することが球団から発表された。9月2日にチームからエマヌエル・クラセがリリーバー・オブ・ザ・マンスを受賞した。9月11日のブルワーズ戦でノーヒットノーランを喫し、MLB史上初めてシーズン3度のノーヒットノーランをされたチームとなった。オフの11月18日に正式にチーム名が変更された。

## 選手名鑑

### アメリカ野球殿堂表彰者
- ロベルト・アロマー (Roberto Alomar)
- アール・アベリル (Earl Averill)
- ハロルド・ベインズ (Harold Baines)
- バート・ブライレブン (Bert Blyleven)
- ルー・ブードロー (Lou Boudreau)
- スティーブ・カールトン (Steve Carlton)
- スタン・コベレスキ (Stan Coveleski)
- ラリー・ドビー (Larry Doby)
- デニス・エカーズリー (Dennis Eckersley)
- ボブ・フェラー (Bob Feller)
- エルマー・フリック (Elmer Flick)
- ジョー・ゴードン (Joe Gordon)
- アディ・ジョス (Addie Joss)
- ラルフ・カイナー (Ralph Kiner)
- ナップ・ラジョイ (Nap Lajoie)
- ボブ・レモン (Bob Lemon)
- アル・ロペス (Al Lopez)

- ミニー・ミノーソ (Minnie Miñoso)
- ジャック・モリス (Jack Morris)
- エディ・マレー (Eddie Murray)
- ハル・ニューハウザー (Hal Newhouser)
- フィル・ニークロ (Phil Niekro)
- サチェル・ペイジ (Satchel Paige)
- ゲイロード・ペリー (Gaylord Perry)
- サム・ライス (Sam Rice)
- フランク・ロビンソン (Frank Robinson)
- CC・サバシア (CC Sabathia)
- ジョー・シーウェル (Joe Sewell)
- トリス・スピーカー (Tris Speaker)
- ジム・トーミ (Jim Thome)
- ホイト・ウィルヘルム (Hoyt Wilhelm)
- デーブ・ウィンフィールド (Dave Winfield)
- アーリー・ウィン (Early Wynn)
- サイ・ヤング (Cy Young)

### 永久欠番
| 番号 | 選手                                     | ポジション               | 備考                 |
| ---- | ---------------------------------------- | ------------------------ | -------------------- |
| 3    | アール・アベリル (Earl Averill)          | 外野手                   | 1975年指定           |
| 5    | ルー・ブードロー (Lou Boudreau)          | 遊撃手、監督             | 1970年指定           |
| 14   | ラリー・ドビー (Larry Doby)              | 外野手、コーチ           | 1994年指定           |
| 18   | メル・ハーダー (Mel Harder)              | 投手、コーチ             | 1990年指定           |
| 19   | ボブ・フェラー (Bob Feller)              | 投手、コーチ             | 1956年指定           |
| 20   | フランク・ロビンソン (Frank Robinson)    | 外野手、監督             | 2017年指定           |
| 21   | ボブ・レモン (Bob Lemon)                 | 投手、コーチ             | 1998年指定           |
| 25   | ジム・トーミ (Jim Thome)                 | 一塁手、指名打者、三塁手 | 2018年指定           |
| 42   | ジャッキー・ロビンソン (Jackie Robinson) | 二塁手                   | 全球団共通の永久欠番 |
| 455  | ザ・ファンズ (The Fans)                  | ファン                   | 2001年指定           |

14 - アメリカンリーグ初の黒人選手 (1947年)
455 - 1995年から2001年まで当時記録455試合連続で満員になった記念

### 歴代所属日本人選手
- 32 多田野数人 (2004 - 2005)
- 30 小林雅英 (2008 - 2009)
- 16 大家友和　(2009)
- 1 福留孝介 (2011)
- 61 村田透 (2015)

### 架空の所属日本人選手
- 16 タカ・タナカ (1994 - 1998)

## クリーブランド・ガーディアンズ殿堂
クリーブランド・ガーディアンズ殿堂（Cleveland Guardians Hall of Fame）は少なくとも3シーズンをガーディアンズで過ごし、引退してから1年以上が経過している選手が対象となる。プログレッシブ・フィールドのヘリテージパーク（歴史公園）に位置しており、ヘリテージパークにはフランチャイズの歴史を称えるブロンズの記念プラークなどが展示されている。

### 殿堂入り表彰者
クリーブランド・ガーディアンズ殿堂は1951年に設立され、2014年度の選考が終わった時点で40人が選出されている。太字はアメリカ野球殿堂入りも果たした人物。
- アール・アベリル（1951年）
- ジョー・ジャクソン（1951年）
- メル・ハーダー（1951年）
- ナップ・ラジョイ（1951年）
- ジョー・シーウェル（1951年）
- トリス・スピーカー（1951年）
- サイ・ヤング（1951年）
- ハル・トロスキー（英語版）（1951年）
- ケン・ケルトナー（英語版）（1951年）
- スティーブ・オニール（英語版）（1951年）
- ルー・ブードロー（1954年）
- ビル・ブラッドリー（英語版）（1957年）
- ボブ・フェラー（1957年）
- ボブ・レモン（1960年）
- エルマー・フリック（1963年）
- サチェル・ペイジ（1965年）
- スタン・コベレスキ（1966年）
- ラリー・ドビー（1966年）
- ジム・ヒーガン（1966年）
- アーリー・ウィン（1972年）

- ルイス・ソカレキス（2006年）
- レイ・チャップマン（2006年）
- ロッキー・コラビト（2006年）
- アディ・ジョス（2006年）
- アル・ロペス（2006年）
- サム・マクダウェル（2006年）
- アル・ローゼン（2006年）
- ハーブ・スコア（2006年）
- ジム・バグビー・シニア（英語版）（2007年）
- マイク・ガルシア（英語版）（2007年）
- チャールズ・ナギー（2007年）
- アンドレ・ソーントン（2007年）
- ジョー・ゴードン（2008年）
- マイク・ハーグローブ（2008年）
- サンディー・アロマー・ジュニア（2009年）
- ウェス・フェレル（2009年）
- ケニー・ロフトン（2010年）
- ゲイロード・ペリー（2012年）
- カルロス・バイエガ（2013年）
- オマー・ビスケル（2014年）
- チャーリー・ジェイミーソン（英語版）（2016年）
- フランク・ロビンソン（2016年）
- ジム・トーミ（2016年)

## 傘下マイナーチーム
| クラス | チーム                                                                          | 参加リーグ                                            | 提携   | 本拠地                                                        |
| ------ | ------------------------------------------------------------------------------- | ----------------------------------------------------- | ------ | ------------------------------------------------------------- |
| AAA    | コロンバス・クリッパーズ Columbus Clippers                                      | インターナショナルリーグ International League         | 2009年 | オハイオ州コロンバス ハンティントン・パーク                   |
| AA     | アクロン・ラバーダックス Akron RubberDucks                                      | イースタンリーグ Eastern League                       | 1997年 | オハイオ州アクロン キャナル・パーク                           |
| High-A | レイクカウンティ・キャプテンズ Lake County Captains                             | ミッドウェストリーグ Midwest League                   | 1991年 | オハイオ州イーストレイク クラシック・パーク                   |
| Low-A  | リンチバーグ・ヒルキャッツ Lynchburg Hillcats                                   | カロライナリーグ Carolina League                      | 2015年 | バージニア州リンチバーグ カルヴィン・ファルウェル・フィールド |
| Rookie | アリゾナ・コンプレックスリーグ・ガーディアンズ Arizona Complex League Guardians | アリゾナ・コンプレックスリーグ Arizona Complex League | 2009年 | アリゾナ州グッドイヤー グッドイヤー・ボールパーク             |
| Rookie | ドミニカン・サマーリーグ・ガーディアンズ Dominican Summer League Guardians      | ドミニカン・サマーリーグ Dominican Summer League      | 1988年 | ドミニカ共和国 ラス・アメリカズ                               |

## マスコットキャラクター

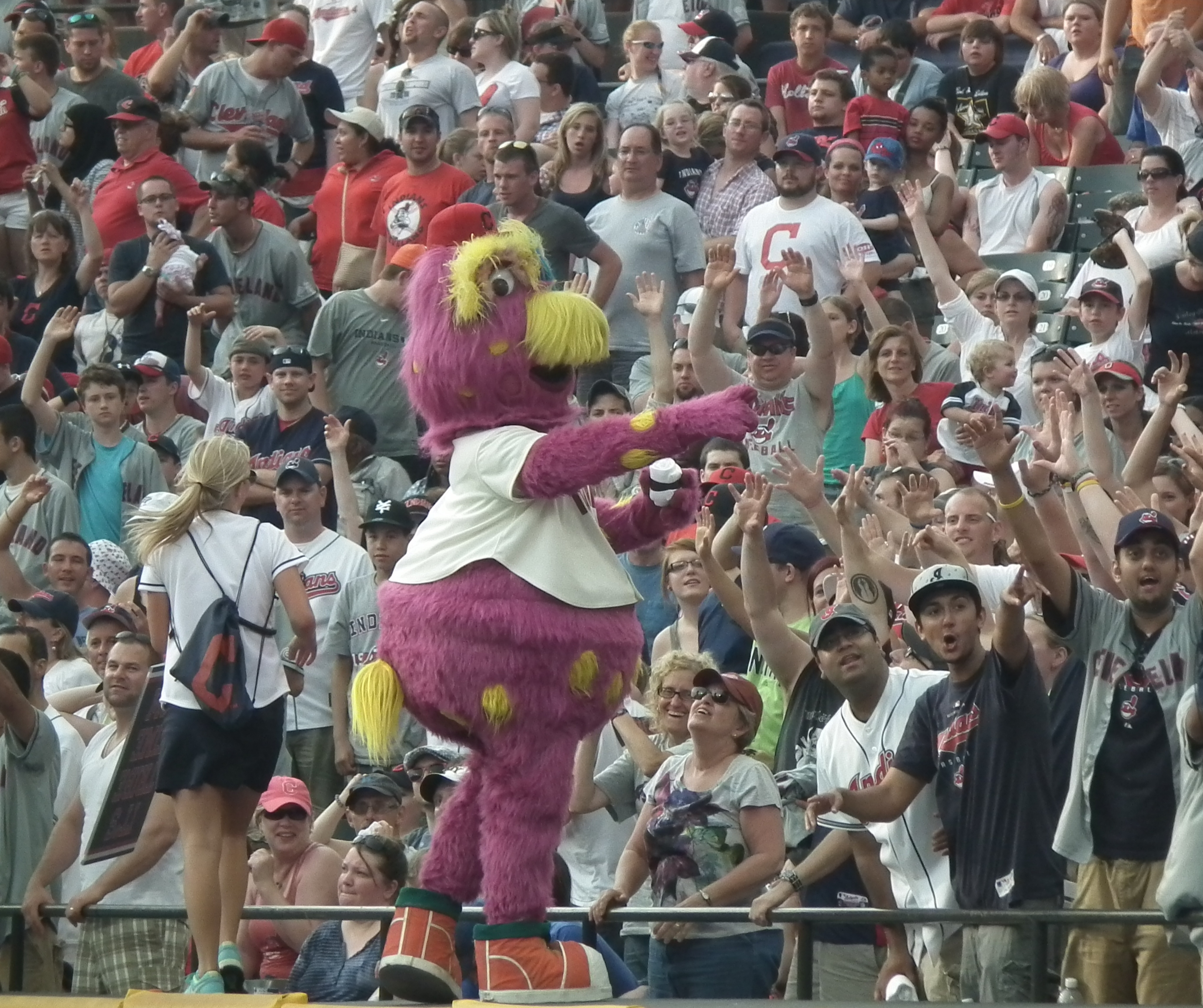
マスコットのスライダー

ガーディアンズのチームマスコットには、インディアンス時代の1990年からスライダー（Slider）というピンク色の着ぐるみのマスコットが存在しているが、それ以前より球団ペットマーク等に使われている「ワフー酋長」という名前の、「歯を剥き出してにやつく赤い顔をした」インディアンキャラクターがある。
このキャラクターは「人種差別的なインディアンのステレオタイプである」として、「アメリカインディアン運動」（AIM）など多数のインディアン権利団体・個人が、「インディアンス」のチーム名と共に、その意匠廃絶を求める活動を半世紀近く行っていた。その結果、2018年シーズンを最後に廃止された。